# 東亞叉牙七鰓鰻
東亞叉牙七鳃鳗（學名：Lethenteron camtschaticum），又名七鳃鳗、日本七鰓鰻、北极七鳃鳗、八目鳗、七星子，是圓口綱七鳃鳗目的一種古老鱼类。

## 生長
東亞叉牙七鳃鳗的生長，可分幼體期、變態期、成體期三階段。從出土化石發現，其發育階段在數億年間未曾變化。

## 特征
牠的特点是嘴呈圆筒形，没有上下腭，漏斗状的口内有一圈一圈的锋利牙齿，为圆形的吸盘，能吸住大鱼。头前腹面也有呈漏斗状吸盘。口上條紋上有2顆大牙齒，中央一對側齒板上僅有2個點，並且有一排後齒。背鰭位於身體後部，背鰭前部低於後部，雄魚背鰭較高；尾鰭下葉稍大，尾鰭與背鰭、臀鰭相連；臀鰭小，上部褐色到橄欖色到灰色，下方則顏色較淺。

## 分布和棲息地
東亞叉牙七鳃鳗是一種極地物種，範圍從芬蘭拉普蘭區向東延伸至俄羅斯堪察加半島，向南延伸至日本沿海與韓國沿海的北太平洋。牠還棲息於阿拉斯加和加拿大西北部的北冰洋和太平洋流域，以及蒙古、中国东北淡水水域。

## 与人类的关系
一种原来生活在海洋裡的東亞叉牙七鳃鳗被不小心带入北美洲的五大湖之後，成了入侵物种。由于成年東亞叉牙七鳃鳗靠吸食其它鱼类的血而存活，他们的入侵对五大湖的渔业造成了很大损失，受害尤重的是湖红点鲑（Salvelinus namaycush）、貝加爾白鮭（Coregonus migratorius）。

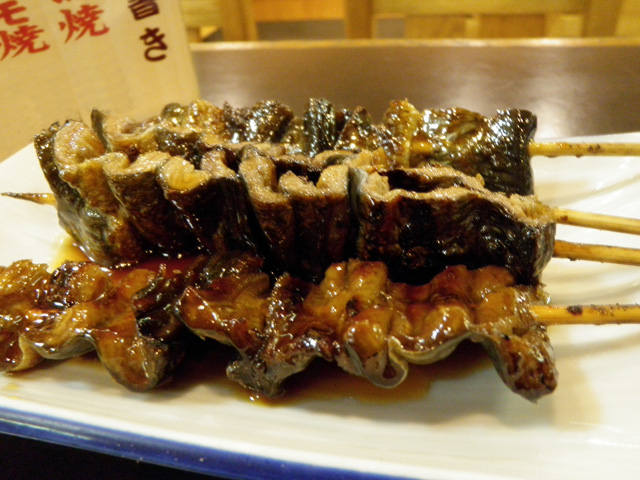
蒲燒日本七鰓鰻